# 1989 în literatură
- 1988 în literatură — 1989 în literatură — 1990 în literatură

Anul 1989 în literatură a implicat o serie de evenimente și cărți noi semnificative.

## Cărți noi

### Ficțiune
- Hanan al-Shaykh – Misk al–ghazal
- Martin Amis – London Fields
- Piers Anthony – Total Recall
- Clive Barker – The Great and Secret Show
- Julian Barnes - A History of the World in 10½ Chapters
- Thomas Berger - Changing the Past
- Larry Bond – Red Phoenix
- Anthony Burgess - Any Old Iron
- Nick Cave – And the Ass Saw the Angel
- Tom Clancy – Clear and Present Danger
- Mary Higgins Clark – While My Pretty One Sleeps
- Hugh Cook – The Wicked and the Witless
- Bernard Cornwell - Sharpe's Revenge și Sea Lord (sau Killer's Wake)
- Bryce Courtenay – The Power of One
- Robert Crais - Stalking the Angel
- Lindsey Davis – The Silver Pigs
- L. Sprague de Camp – The Honorable Barbarian
- L. Sprague de Camp și Fletcher Pratt – The Complete Compleat Enchanter
- E. L. Doctorow - Billy Bathgate
- Katherine Dunn – Geek Love
- Umberto Eco – Foucault's Pendulum
- George Alec Effinger – A Fire in the Sun
- Ben Elton – Stark
- Ken Follett – The Pillars of the Earth
- Frederick Forsyth – The Negotiator
- Gabriel García Márquez – El general en su laberinto
- John Gardner - Licence to Kill și Win, Lose or Die
- Charles Gill - The Boozer Challenge
- John Grisham – A Time to Kill
- Robert E. Howard, L. Sprague de Camp și Lin Carter – The Conan Chronicles
- John Irving – A Prayer for Owen Meany
- Kazuo Ishiguro – The Remains of the Day
- Stephen King – The Dark Half
- John le Carré – The Russia House
- H. P. Lovecraft – The Horror in the Museum and Other Revisions
- H. P. Lovecraft și Divers Hands – Tales of the Cthulhu Mythos
- Hilary Mantel - Fludd
- James A. Michener – Six Days in Havana
- Bharati Mukherjee – Jasmine
- Larry Niven – The Legacy of Heorot
- Robert B. Parker – Playmates
- Giuseppe Pontiggia – La grande sera
- Terry Pratchett - Guards! Guards! și Pyramids
- Paul Quarrington – Whale Music
- Mordecai Richler – Solomon Gursky Was Here
- José Saramago – The History of the Siege of Lisbon
- Sidney Sheldon – The Sands of Time
- Dan Simmons – Hyperion
- Danielle Steel - Daddy și Star
- Bruce Sterling – Crystal Express
- Alexander Stuart – The War Zone
- Amy Tan – The Joy Luck Club
- Shashi Tharoor – The Great Indian Novel
- Rose Tremain – Restoration
- Andrew Vachss – Hard Candy
- Alice Walker – The Temple of My Familiar
- Roger Zelazny - Frost & Fire și Knight of Shadows

## Decese
- 19 decembrie: Alexandru Mitru, prozator român, autor de literatură pentru copii și tineret (n. 1914)

## Premii
- Premiul Nobel pentru Literatură: Camilo José Cela